# Sofia Milos
Sofia Milos (Zurique, Suíça, 27 de Setembro de 1969) é uma atriz italiana.
Milos nasceu em Zurique, sendo descendente de um pai italiano e uma mãe grega. Quando adolescente, ingressou num concurso de beleza local, e depois de ganhá-lo, seguiu adiante nos concursos e chegou ao nacional, que também ganhou. Posteriormente, Milos estudaria atuação na Beverly Hills Playhouse, onde foi aluna de Milton Katselas.

## Filmografia

### Televisão
- 2009 CSI: Miami como Det. Yelina Salas
- 2008 The Border como Bianca LeGarda
- 2006 Desire como Victoria Marston
- 2004 CSI: NY como Det. Yelina Salas
- 2002 ER como Coco
- 2002 The Twilight Zone como Francesca
- 2002 Lo Zio d'America como Barbara Steel
- 2001 Thieves como Paulie
- 2000 Curb Your Enthusiasm como Sofia
- 2000 The Sopranos como Annalisa
- 1998 The Love Boat: The Next Wave como Marisol
- 1998 The Secret Lives of Men como Maria
- 1998 Getting Personal como Dr. Angela Lopez
- 1998 Caroline in the City como Julia Karinsky
- 1996 Mad About You como Sarah
- 1995 Strange Luck como Jill
- 1995 Weird Science como Ali
- 1995 Vanishing Son como Gale Heathe
- 1995 Platypus Man como Stella
- 1994 Friends como Aurora
- 1994 Cafe Americain como Fabiana Borelli

### Cinema
- 2002 Passionada como Celia Amonte
- 2001 The Order como Ten. Dalia Barr
- 2001 Double Bang como Carmela Krailes
- 2000 The Ladies Man como Cheryl
- 2000 Family Jewels como Sarah Putanesca
- 1998 Jane Austen's Mafia! como Sophia
- 1992 Out of Control como Kristin